# 代蒙特
代蒙特（義大利語：Demonte）是意大利皮埃蒙特大区库内奥省的一个市镇。总面积127平方公里，人口2046人，人口密度16.1人/平方公里（2009年）。ISTAT代码为004079。